# Dydiatycze
Dydiatycze (ukr. Дидятичі) – wieś na Ukrainie, w rejonie jaworowskim (do 2020 roku w rejonie mościskim) obwodu lwowskiego. Wieś liczy 347 mieszkańców.
W II Rzeczypospolitej do 1934 samodzielna gmina jednostkowa. Następnie należała do zbiorowej wiejskiej gminy Dydiatycze w powiecie mościskim w woj. lwowskim. 1939-1941 pod okupacją sowiecką, a w latach 1941–1944 pod okupacją niemiecką w dystrykcie Galicja Generalnego Gubernatorstwa. Po wojnie wieś weszła w struktury administracyjne Związku Radzieckiego.